# Carretera de Cornellà a Fogars de Tordera
La carretera de Cornellà a Fogars de Tordera (BV-5031) era una via provincial que havia d'enllaçar les poblacions de Cornellà de Llobregat, Esplugues de Llobregat, Sarrià, Sant Gervasi, Horta, Sant Andreu de Palomar, Santa Coloma de Gramanet, Badalona, Tiana, Alella, Teià, Premià de Dalt, Cabrera, Mataró, Sant Andreu de Llavaneres, Sant Vicenç de Montalt, Arenys de Munt, Hortsavinyà i Fogars de Tordera, amb un recorregut total de 90,686 km. La construcció, que no es va acabar de completar, va durar un segle.

## Història i descripció
El projecte inicial de la Diputació de Barcelona, del 1865, era construir una carretera de 5 m d'amplada entre Esplugues de Llobregat i Badalona, per la part alta del pla de Barcelona, anomenada Carretera Provincial de Esplugas a Badalona, ampliat el 1878 fins al final de la província de Barcelona a través del Maresme, adoptant el nom formal de Carretera de Cornellà a Fogars de Tordera.
El projecte  va ser aprovat per Reial Decret el 10 de gener de 1879, dins del Pla de carreteres provincials de Barcelona, elaborat per l'enginyer mataroní Melcior de Palau i Català, cap d'obres públiques de la Diputació de Barcelona. El 1887 se n'havien construït 9 km entre Sarrià i Sant Andreu de Palomar. El tram entre Sarrià i Sant Gervasi es va fer de 4 carrils perquè hi havia de passar el tramvia, i comprenia els passeigs de la Reina Elisenda, de la Bonanova i de Sant Gervasi. Va caldre enderrocar les cases que hi havia al costat de l'església de Sant Vicenç de Sarrià, i construir el pont sobre la Riera Blanca.
En el tram que transcorre per Horta, anomenat passeig de la Vall d'Hebron des del 1927, actualment coincideix amb la Ronda de Dalt, fins al passeig de Valldaura, que segueix el traçat original. Situat a la falda de Collserola, havia de salvar els barrancs que formaven els nombrosos torrents que hi baixaven. Es van construir ponts, destacant el del barranc de Figuerola, a Sant Genís dels Agudells, construït el 1868 amb pedra de Montjuïc, de 5 arcs, 17,55 m de desnivell i 8 m de llum. Als anys 1970 es van soterrar el barranc i el pont.
La carretera va arribar a Esplugues de Llobregat el 1903, comportant la revalorització els terrenys i la lenta però progressiva transformació del primitiu paisatge urbà.
A Cornellà de Llobregat va arribar a principis del segle xx per l'actual carretera d'Esplugues, que aleshores s'anomenava carretera de Sarrià, fins a l'estació de ferrocarril. Als anys 1920 es va obrir el pas sota de la via del tren i es va reblir el torrent del Patata, fins a la plaça de Quatre Camins.
Al Maresme es manté el nom original de la carretera a Sant Vicenç de Montalt, mentre que en els restant trams rep diferents noms: carretera de Mata (de Mataró a Sant Andreu de Llavaneres), carretera de Torrentbó (de Sant Vicenç de Montalt a Arenys de Munt).